# Enrico Gasparri
Enrico Gasparri (Ussita, 25 luglio 1871 – Roma, 20 maggio 1946) è stato un cardinale e arcivescovo cattolico italiano.

## Biografia
Nacque a Ussita il 25 luglio 1871.
Nipote del Segretario di Stato cardinale Pietro Gasparri, papa Pio XI lo elevò al medesimo rango nel concistoro del 14 dicembre 1925. Fu Prefetto del Supremo Tribunale della Segnatura Apostolica  dal 18 maggio 1933 fino alla morte.
Morì il 20 maggio 1946 all'età di 74 anni.

## Genealogia episcopale e successione apostolica
La genealogia episcopale è:
- Cardinale Scipione Rebiba
- Cardinale Giulio Antonio Santori
- Cardinale Girolamo Bernerio, O.P.
- Arcivescovo Galeazzo Sanvitale
- Cardinale Ludovico Ludovisi
- Cardinale Luigi Caetani
- Cardinale Ulderico Carpegna
- Cardinale Paluzzo Paluzzi Altieri degli Albertoni
- Papa Benedetto XIII
- Papa Benedetto XIV
- Papa Clemente XIII
- Cardinale Marcantonio Colonna
- Cardinale Giacinto Sigismondo Gerdil, B.
- Cardinale Giulio Maria della Somaglia
- Cardinale Carlo Odescalchi, S.I.
- Cardinale Costantino Patrizi Naro
- Cardinale Lucido Maria Parocchi
- Cardinale Pietro Respighi
- Cardinale Vittorio Amedeo Ranuzzi de' Bianchi
- Cardinale Enrico Gasparri

La successione apostolica è:
- Vescovo Antonio María Pueyo de Val, C.M.F. (1918)
- Arcivescovo Manuel Gomes de Oliveira, S.D.B. (1923)
- Vescovo Justino José de Sant'Ana (1925)
- Vescovo Henrique César Fernandes Mourão, S.D.B. (1925)
- Vescovo Antônio Mazzarotto (1930)
- Vescovo Salvatore Rotolo, S.D.B. (1937)